# Lac Florentino Ameghino
Le Lac Florentino Ameghino est un lac artificiel d'Argentine né de l'édification d'un barrage sur le Río Chubut, dans la province de Chubut, en Patagonie centrale.
Le barrage comme le lac de retenue furent nommés ainsi en l'honneur du célèbre paléontologue et zoologiste argentin Florentino Ameghino.

## Localisation

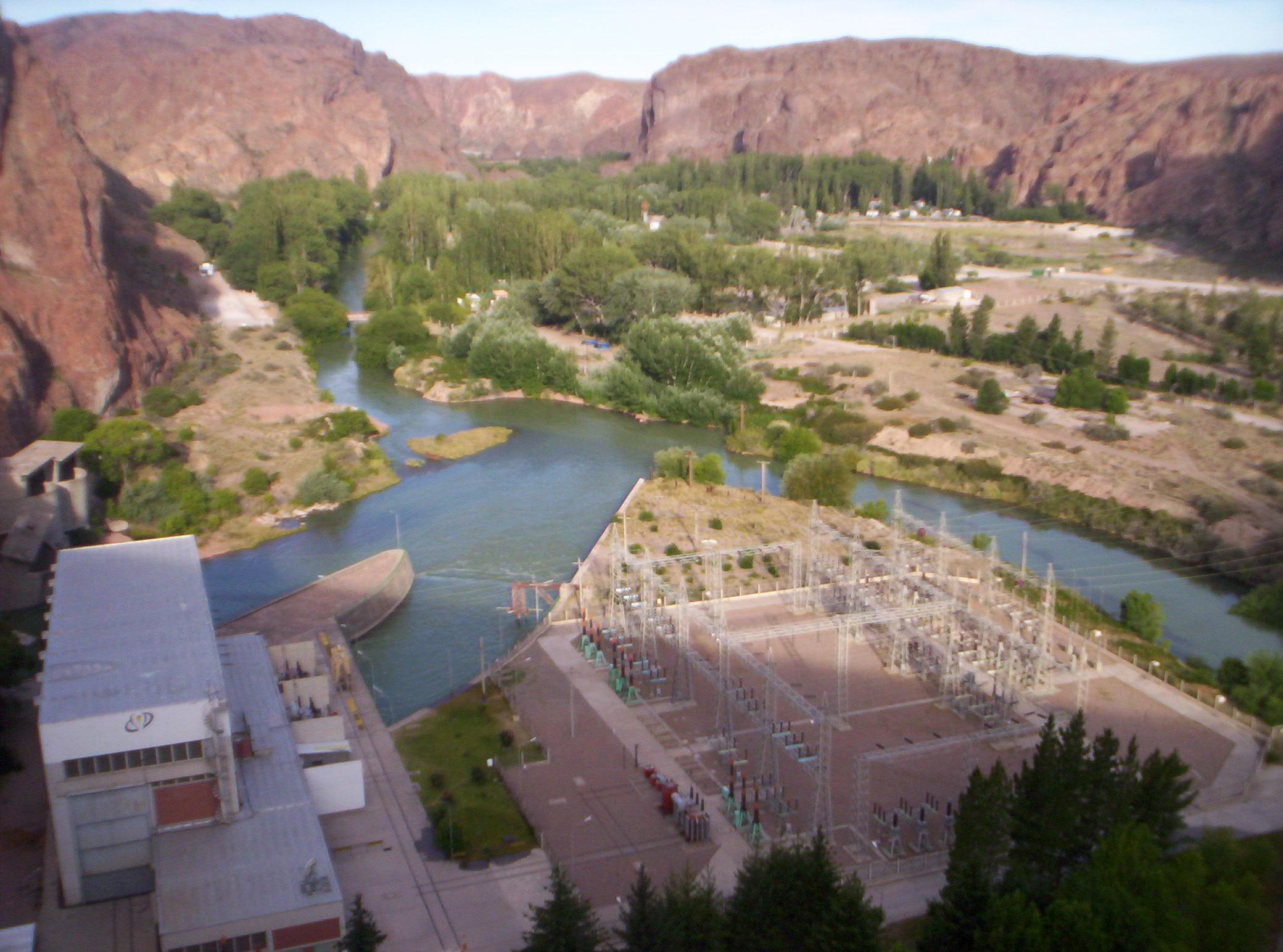
La petite ville de Villa Dique Florentino Ameghino est née du barrage. Ici vue depuis le barrage.

Le barrage est situé à 150 km à l'ouest de l'embouchure du fleuve dans l'océan Atlantique, et 20 km à l'est de la localité de Las Plumas (département de Gaiman). 
Cette grande étendue d'eau de 65 km2 de superficie a inondé la dernière section du cours inférieur du Río Chico. Ce dernier était un important affluent intermittent du Chubut. Son ancienne confluence est aujourd'hui recouverte par les eaux du lac à une quinzaine de kilomètres en amont de la digue.
Ses coordonnées approximatives sont 43°4' de latitude sud, et 67°2' de longitude ouest.

## Description chiffrée
- Sa surface se trouve à une altitude de 169 mètres.
- Sa superficie est de 65 000 000 m2 soit 65 kilomètres carrés (nettement plus étendu que le lac du Bourget en France).
- Sa profondeur moyenne est de 24,6 mètres.
- Sa profondeur maximale est de 61,5 mètres.
- Le volume d'eau contenu est de 1,6 milliard de m³.
- Le temps de résidence des eaux est de plus ou moins un an.
- L'étendue de son bassin est de 29 000 km2